# آکوافینا (بازیگر)
آکوافینا (انگلیسی: Awkwafina؛ زادهٔ ۲ ژوئن ۱۹۸۸) رپخوان، هنرپیشه، و چهره آمریکایی است. وی از سال ۲۰۱۱ میلادی تاکنون مشغول فعالیت بوده‌است.

## اوایل زندگی
آکوافینا در استونی بروک، لانگ آیلند، نیویورک، از یک پدر چینی آمریکایی و یک مادر کره ای آمریکایی متولد شد. پدرش، والی، در زمینه فناوری اطلاعات کار می‌کرد، و از خانواده ای رستوران دار می‌آید - پدرش در دهه ۱۹۴۰ به ایالات متحده مهاجرت کرد و رستوران کانتونی لوم را در فلاشینگ، کوئینز، افتتاح کرد. اولین رستوران‌های چینی این محله مادرش، تیا، یک نقاش بود که در سال ۱۹۷۲ به همراه خانواده‌اش از کره جنوبی به ایالات متحده مهاجرت کرد. نزدیک مادربزرگ پدری‌اش.
آکوافینا، جنگل هیلز، کوئینز، بزرگ شد و در دبیرستان Fiorello H. LaGuardia تحصیل کرد، جایی که ترومپت زد و در موسیقی کلاسیک و جاز آموزش دید. در سن ۱۵ سالگی، او نام هنری آکوافینا را برگزید، «قطعاً فردی که من سرکوب می‌کردم» و شخصیتی «آرام و منفعل‌تر» او در طول سال‌های دانشگاهش. از سال ۲۰۰۶ تا ۲۰۰۸، زبان ماندارین را در دانشگاه زبان و فرهنگ پکن آموخت تا با مادربزرگ پدری‌اش بدون موانع ارتباط برقرار کند. او در رشته روزنامه‌نگاری و مطالعات زنان در دانشگاه آلبانی، دانشگاه ایالتی نیویورک تحصیل کرد و در سال ۲۰۱۱ فارغ‌التحصیل شد.

## جوایز
او با ایفای نقش اول در وداع (۲۰۱۹) یکی از جایزه‌های گلدن گلوب بهترین بازیگر زن را از آن خود کرد و نخستین زن آسیایی‌تبار برنده هر یک از جوایز نقش اول زن در گلدن گلوب شد.

## گزیده فیلمشناسی
فهرست برخی از فیلم‌ها یا برنامه‌های تلویزیونی که آکوافینا در آن‌ها به ایفای نقش پرداخته‌است:

### فیلم
- همسایه‌ها ۲: انجمن خواهری برمی‌خیزد (۲۰۱۶)
- لک‌لک‌ها (۲۰۱۶)
- رفیق (۲۰۱۸)
- هشت یار اوشن (۲۰۱۸)
- آسیایی‌های خرپول (۲۰۱۸)
- وداع (۲۰۱۹)
- تپه‌های بهشت (۲۰۱۹)
- فیلم پرندگان خشمگین ۲ (۲۰۱۹)
- بین دو سرخس: فیلم (۲۰۱۹)
- جومانجی: مرحله بعدی (۲۰۱۹)
- فیلم سینمایی باب اسفنجی : اسفنج در حال فرار (۲۰۲۰)
- اخبار فوری در شهرستان یوبا (۲۰۲۱)
- رایا و آخرین اژدها (۲۰۲۱)
- شانگ-چی و افسانه ده حلقه (۲۰۲۱)
- آواز قو (۲۰۲۱)
- رفقای بد (۲۰۲۲)
- رنفیلد (۲۰۲۳)
- پری دریایی کوچولو  (۲۰۲۳)
- روزی روزگاری استودیو (۲۰۲۳)
- خانم مسابقه (۲۰۲۳)
- مهاجرت (۲۰۲۳)
- پاندای کونگ‌فوکار ۴ (۲۰۲۴)
- ایف (۲۰۲۴)
- جک‌پات! (۲۰۲۴)
- رفقای بد ۲ (۲۰۲۵)
- وایلدوود (۲۰۲۵)

### مجموعه تلویزیونی
- نمایش منظم (زیگبی و مرداک) (۲۰۱۵)
- مرد آینده (۲۰۱۷)
- جانوران. (۲۰۱۸)
- پخش زنده شنبه شب (۲۰۱۸)
- سیمپسون‌ها (۲۰۱۹)
- بلور تاریک: دوران مقاومت (۲۰۱۹)
- باهم در خانه (۲۰۲۰)